# Middelgrundsfortet

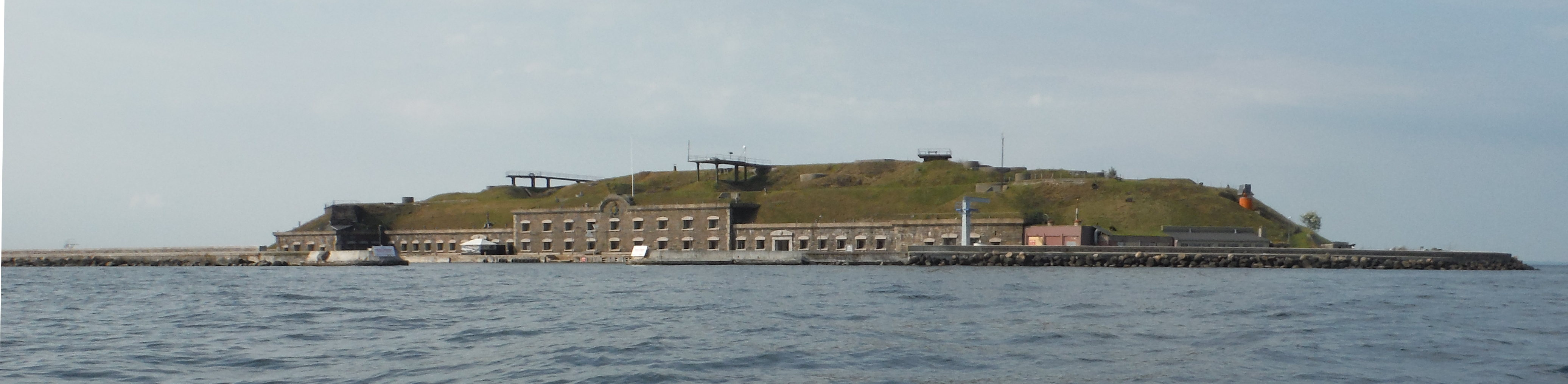
Middelgrundsfortet 2016

Middelgrundsfortet/Ungdomsøen är en dansk fästning och en konstgjord ö i grundvattenområdet Middelgrunden i Öresund, utanför Köpenhamn i Danmark. Det uppfördes 1890-94 som en del av Köpenhamns befästning, bland annat av fyllnadsmassor från bygget av hamnanläggningen Frihavnen. Middelgrundsfortet var världens största sjöfästning. Ytan, inklusive vågbrytare, är på ca 70.000 m², och byggnaderna utgör ca 15.000 m². Ön är därmed världens största konstgjorda ö utan fast landförbindelse.

## Ungdomsøen
Två scoutorganisationer, Det Danske Spejderkorps och KFUM-Spejderne i Danmark, köpte ön i april 2015  för 20 miljoner danska kronor med pengar donerade av fonderna A. P. Møller och Nordea. De två danska organisationerna fick ytterligare 120 miljoner år 2016 av Nordea till att utveckla ön för alla danska ungdomar att använda, inte bara scouter. Ungdomsøen öppnades i augusti 2019.